# Föderale Rechtsanwaltskammer der Russischen Föderation
Die Föderale Rechtsanwaltskammer der Russischen Föderation (russisch Федеральная палата адвокатов Российской Федерации) ist eine russische nichtstaatliche Dachorganisation, die alle regionale Rechtsanwaltskammern auf der Grundlage der Pflichtmitgliedschaft vereint. Die Föderale Rechtsanwaltskammer der Russischen Föderation ist das Selbstregulierungsorgan der russischen Rechtsanwälte, das gegründet worden ist, um Interessen der Rechtsanwälte in den Staats- und Kommunalsorganen zu vertreten, die Tätigkeiten der regionalen Rechtsanwaltskammern zu koordinieren, den professionellen Standards zu entwickeln.
Die Föderale Rechtsanwaltskammer der Russischen Föderation ist ein beobachtendes Mitglied des Rats der Anwaltschaften der Europäischen Gemeinschaft (der Status ist ausgesetzt gewesen).

## Geschichte
Die Föderale Rechtsanwaltskammer der Russischen Föderation wurde am 31. Januar 2003 auf dem ersten Allrussischen Kongresse der Rechtsanwälte gegründet und am 17. März 2003 ins russische einheitliche staatliche Register der juristischen Personen eingetragen. Sie wird mit dem föderalen Gesetze vom 31. Mai 2002 Nr. 63-FZ „Über die Rechtsanwaltstätigkeit und die Rechtsanwaltsgemeinschaft in der Russischen Föderation“ reguliert.

## Platz in der Rechtsanwaltsgemeinschaft Russlands
Der russische Begriff „адвокатура“ bedeutet die Gesamtheit der Rechtsanwälte, der Rechtsanwältskanzleien, der regionalen Rechtsanwaltskammern, und der Föderale Rechtsanwaltskammer der Russischen Föderation, die alle miteinander gemäß dem föderalen Gesetze vom 31. Mai 2002 Nr. 63-FZ „Über die Rechtsanwaltstätigkeit und die Rechtsanwaltsgemeinschaft in der Russischen Föderation“ interagieren. Dieser Begriff kann ins Deutsche als „Rechtsanwaltsgemeinschaft“ übersetzt werden. Die Rechtsanwaltsgemeinschaft ist eine zivilgesellschaftliche Einrichtung, die von den Behörden getrennt ist und aufgrund der Selbstverwaltung unabhängig funktioniert.
Der 31. Mai wird als Tag der russischen Rechtsanwaltsgemeinschaft gefeiert.

## Organisatorische Struktur
Der Allrussische Kongress der Rechtsanwälte, das mindestens alle zwei Jahre einberufen wird, ist das oberste Verwaltungsorgan der Föderalen Rechtsanwaltskammer der Russischen Föderation.
Der Rat der Föderalen Rechtsanwaltskammer der Russischen Föderation ist ein kollegiales ausführendes Organ der Föderalen Rechtsanwaltskammer der Russischen Föderation. Der Rat besteht aus 33 Mitgliedern, die aus dem ihren eigenen Reihen den Präsidenten der Föderalen Rechtsanwaltskammer der Russischen Föderation wählen.
| Zeitraum  | Der Name des Präsidenten/der Präsidentin |
| --------- | ---------------------------------------- |
| 2003–2015 | Jewgeni Wassiljewitsch Semenjako         |
| 2015–2022 | Juri Sergejewitsch Pilipenko             |
| Seit 2022 | Swetlana Igorewna Wolodina               |

Die Revisionskommission der Föderalen Rechtsanwaltskammer der Russischen Föderation ist ein Organ, das die Überwachung von finanziellen und wirtschaftlichen Tätigkeit der Föderalen Rechtsanwaltskammer der Russischen Föderation durchführt.
Die Ethik- und Standardskommission der Föderalen Rechtsanwaltskammer der Russischen Föderation ist ein Organ, das professionelle Standards der Rechtsanwaltstätigkeit und berufliche Normen des Verhaltens der Rechtsanwälte entwickelt. Außerdem verhandelt die Ethik- und Standardskommission Berufungen gegen Entscheidungen der Räte der regionalen Rechtsanwaltskammern in Disziplinarverfahren in Bezug auf Rechtsanwälte.
Die Kommission zur Verteidigung der Rechte der Rechtsanwälte der Föderalen Rechtsanwaltskammer der Russischen Föderation ist ein Organ, das die berufliche Rechte der Rechtsanwälte schützt.

## Drucksachen
Die Föderale Rechtsanwaltskammer der Russischen Föderation gibt die folgenden Zeitungen und Zeitschriften heraus:
- Вестник Федеральной палаты адвокатов Российской Федерации (auf Deutsch: Das Bulletin der Föderalen Rechtsanwaltskammer der Russischen Föderation) (ISSN 2072–3660)
- Адвокатская газета (auf Deutsch: Rechtsanwaltszeitung) (ISSN 2619–1520)
- Российский адвокат (auf Deutsch: Russischer Rechtsanwalt) (ISSN 1025–7225)

## Komplexes Informationssystem der Rechtsanwaltsgemeinschaft Russlands
Die Föderale Rechtsanwaltskammer der Russischen Föderation ist ein Betreiber komplexes Informationssystems der Rechtsanwaltsgemeinschaft Russlands (russisch Комплексная информационная система адвокатуры России), das sowohl den Betrieb des elektronischen Dokumentenumlaufs zwischen der Föderalen Rechtsanwaltskammer der Russischen Föderation, den regionalen Rechtsanwaltskammern, den Rechtsanwältskanzleien, den Rechtsanwälten und Rechtsanwältinnen gewährleistet, als auch ihnen ermöglicht, mit den Gerichten und anderen Behörden in elektronischer Form zu kommunizieren.

## Auszeichnungen der Föderalen Rechtsanwaltskammer
Die Föderale Rechtsanwaltskammer der Russischen Föderation verleiht russischen Rechtsanwälten und Rechtsanwältinnen folgende Auszeichnungen:
- Orden „Für die Treue zur Rechtsanwaltspflicht“
- Orden „Für den Dienst an der Rechtsanwaltsgemeinschaft“
- Medaille benannt nach Kaiser Alexander II
- Medaille „Für Verdienste zur Verteidigung der Rechte und Freiheiten der Bürger/Bürgerinnen“
- Ehrenurkunde
- Schriftliche Dankbarkeit